# Jüdisches Waisenhaus Berlin
Das Jüdische Waisenhaus in Berlin-Pankow ist ein denkmalgeschütztes Gebäude in der Berliner Straße 121 im Bezirk Pankow. Das neobarocke Eckhaus prägt mit seinem hohen Mansarddach und einem mächtigen Segmentgiebel über dem Mittelrisalit das Bild der Straße. Es wurde in den Jahren 1912/13 von Alexander Beer an der Stelle älterer Bauten auf dem Grundstück des II. Waisenhauses für die Berliner jüdische Gemeinde errichtet. Das seit 53 Jahren bestehende Waisenhaus wurde im Jahr 1940 zur Zeit des Nationalsozialismus geschlossen. Das Haus diente danach verschiedenen Zwecken, wodurch es im Innern Veränderungen erfuhr.
Im Jahr 1999 erwarb die Dr. Walter und Margarete Cajewitz-Stiftung das seit 1991 leerstehende Gebäude, ließ es wiederherstellen und vermietet es seitdem zur Unterbringung der Bezirksbibliothek und einer Schule. Zudem dient das Waisenhaus auch als Kulturzentrum und Begegnungsstätte. Seit der Wiedereröffnung im Jahr 2001 gibt es viele Veranstaltungen, die darauf gerichtet sind, Kommunikation als wertvolles Mittel der Information und Friedenswahrung zu begreifen. Aus dieser Intention heraus entstand 2007 die Reihe Pankower Waisenhausgespräche.

## Geschichte

### Gründung und erste Jahrzehnte
In den Jahren 1881/82 ereigneten sich in Russland blutige Judenverfolgungen. Um jüdische Flüchtlinge zu unterstützen, reiste 1882 eine Abordnung des deutschen Hilfskomitees für die russischen Flüchtlinge unter Leitung Hermann Makowers nach Brody an der österreich-ungarisch-russischen Grenze und holte 39 teils elternlose Flüchtlingsjungen nach Berlin. Für ihre Unterbringung erwarb das Komitee ein Landhaus in Pankow als Erziehungshaus zu Pankow, dessen Leiter der Lehrer Nathan Lewinski wurde.:S. 119 Die Jungen wurden beschult und sollten nach Abschluss einer Handwerkerlehre nach Brody zurückkehren, jedoch gingen alle in die USA. Die letzten russischen Zöglinge verließen Pankow 1893 mit dem Ziel New York.
Inzwischen waren auf die frei gewordenen Stellen jüdische Waisen- und Halbwaisenknaben aus Berlin nachgerückt und die Berliner jüdische Gemeinde hatte 1887 die Einrichtung vom Hilfskomitee übernommen. Seit 1888 war außerdem Isidor Grunwald (* 1853 in Powidz; † 1925 in Berlin) der Direktor der Einrichtung.

„Seine Ausbildung hatte er an der Lehrerbildungsanstalt der Berliner Jüdischen Gemeinde erhalten. 27 Jahre lang bis zu seinem Tod im Jahre 1925 lagen die Geschicke des Waisenhauses in seinen Händen, unterstützt durch seine Ehefrauen - nach dem Ableben von Nanny 1903 war Rosa die „gute Seele“ des Hauses. Trotz umstrittener, wenn auch durchaus dem Zeitgeist entsprechender autoritärer Erziehungsmethoden fand sein Wirken nicht nur in jüdischen Kreisen hohe Anerkennung.“

Ab 1898 hieß die Einrichtung II. Waisenhaus der jüdischen Gemeinde zu Berlin. Im Jahr 1901 erwarb die jüdische Gemeinde das Nachbargrundstück zur Hadlichstraße und verband das dort stehende Wohnhaus durch einen kleineren Neubau mit dem Altbau. Auf dem erweiterten Grundstück entstanden eine Kegelbahn und eine Turnhalle, gestiftet von Emil Mosse. Die Anstalt hatte nun 55 Zöglinge, die „vorzugsweise zu Handwerkern“ ausgebildet wurden. Die Aktivitäten des Waisenhauses förderten namhafte jüdische Persönlichkeiten und auch die Kaiserin Auguste Viktoria schenkte 1897 dem Waisenhaus 3000 Mark.
Nachdem der Altbau 1911 durch Brand erheblichen Schaden genommen hatte, entschloss sich die jüdische Gemeinde zu einem Neubau des Komplexes. Entworfen und ausgeführt wurde er 1912/13 durch den Leiter des Bauamts der Jüdischen Gemeinde zu Berlin, Alexander Beer. Den imposanten Betsaal im zweiten Obergeschoss stiftete der auf dem Nachbargrundstück ansässige Zigarettenfabrikant Josef Garbáty und ließ ihn durch August Unger gestalten. Die Familie Garbáty unterstützte das Waisenhauses regelmäßig finanziell. Das Waisenhaus war ein Internat für 6- bis 14-jährige Schüler, die anschließend intern oder extern bis zum 18. Lebensjahr weiterführende Schulen oder eine Berufsausbildung absolvierten. Im Neubau war Platz für 80 Schüler und 25 Lehrlinge. Den Zöglingen bot das Waisenhaus ein vielfältiges sportliches und musisches Freizeitangebot. Ab 1916 stand ihnen ein Ferienhaus in Wustrow an der Ostsee, später ein weiteres in Agnetendorf im Riesengebirge zur Verfügung. Die Finanzierung des Waisenhauses erfolgte überwiegend aus Geld-Spenden, die im Jüdischen Gemeindeblatt mit ihren Namen und Beträgen veröffentlicht wurden. Auch Sachspenden wurden angenommen und gesponserte Veranstaltungen fanden statt.
1925 starb Isidor Grunwald und sein Nachfolger als Direktor wurde sein Schwiegersohn Max Blumenfeld (* 13. Juni 1880 in Kirchhain; † 8. März 1936 in Meran) Mit ihm zog „ein freiheitlicher Geist in die Erziehung ein […], demokratische Formen wie Beschwerdemöglichkeiten und ein geheim gewähltes Lehrlingsgericht erhöhten das Selbstvertrauen der Zöglinge.“:S. 126 f.

### Zeit des Nationalsozialismus
Im nationalsozialistischen Berlin verschärfte sich stetig die Situation der Juden durch administrative Anordnungen, politische Kampagnen und individuelle Terroraktionen. Antisemitisch verhetzte Angehörige der Hitlerjugend provozierten immer wieder vor dem Haus oder versuchten einzudringen. Im Sommer 1938 kam es zu einem Überfall, doch zogen die Randalierer nach einer energischen Aufforderung des Lehrers Heinz Nadel ab. Die 1935 verordnete Rassentrennung bei der Einschulung hatte eine Vergrößerung der Schule des Waisenhauses für Externe zur Folge. Im Jahr 1936 wurde sie für jüdische Kinder aus Pankow, darunter erstmals Mädchen, denen der Besuch öffentlicher Schulen nun verwehrt war, zur V. Jüdische Volksschule erweitert. Zum Leiter des Waisenhauses und der Schule berief die jüdische Gemeinde nach dem Tod von Max Blumenfeld Kurt Crohn, der selber Zögling des Waisenhauses war und dieses zusammen mit seiner Frau Susanne als Hausmutter bis zum Schluss leitete.:S. 135 Angesichts der Novemberpogrome von 1938 und der beschleunigten Entrechtung der Juden gelang es ihm, mehrere Kinder mit Kindertransporten nach Großbritannien und in die Niederlande in Sicherheit zu bringen, und fünf Jungen konnten mit der Jugend-Alijah nach Palästina ausreisen.
Heim und Schule existierten bis Dezember 1940. Dann wurden sie mit dem Auerbachschen Waisenhaus in Prenzlauer Berg zum Berliner jüdischen Waisenhaus Auerbach-Pankow zusammengelegt. Dorthin kamen auch Kinder aus anderen Einrichtungen, darunter die des Säuglings- und Kleinkinderheims in Berlin-Niederschönhausen. Das Heim wurde am 31. Dezember 1942 geschlossen. Noch im August 1942 hatten sich dort 282 Säuglinge und Kinder und 14 Erzieher befunden. Sie wurden von der Gestapo über das Sammellager in der Synagoge Levetzowstraße in Vernichtungslager in den besetzten Ostgebieten deportiert.
Im Holocaust wurden 44 Zöglinge, Lehrer, Erzieher und Beschäftigte des Waisenhauses Pankow in den deutschen Konzentrations- und Vernichtungslagern ermordet.
Nach 1940 zogen Bewohner geräumter jüdischer Altenheime in das ehemalige Waisenhaus, um danach auf andere Wohnstätten in Berlin verteilt zu werden. Im Dezember 1942 ging das Haus in den Besitz der Polizeiverwaltung des Deutschen Reichs über, die dort Ende 1943 die zentrale Sichtvermerkstelle des Reichssicherheitshauptamts einrichtete. Diese Nutzung dauerte bis zum Ende des Zweiten Weltkrieges an.

### In Ost-Berlin
Weil die sowjetische Bezirkskommandantur von 1945 bis 1950 das Rathaus Pankow beanspruchte, hatte in dieser Zeit das Bezirksamt Pankow im ehemaligen Waisenhaus seinen Sitz. Nach Rückkehr der Bezirkspolitiker ins Rathaus nutzte der Deutsche Sportausschuss bis Ende 1951 das frühere Waisenhaus und hatte dafür die Anzahl der Räume durch Einbau von Trennwänden erheblich vergrößert.
Im Jahr 1952 ging das Gebäude an die Polnische Mission bzw. die polnische Botschaft in der DDR über. Zwischen 1968 und 1971 stand es leer. Nach einer Renovierung war es bis 1991 Sitz der kubanischen Botschaft. Das Haus erfuhr in diesen Jahren eine Reihe von Um- und Anbauten, wie einen separaten Kleinlastenaufzug, und die Überbauung des Betsaals, wobei die kostbare Kassettendecke, infolge des Einhängens einer Zwischendecke stark beschädigt, erhalten blieb. Seit dem 16. März 1978 steht das Gebäude unter Denkmalschutz.

### Nach der Wiedervereinigung Berlins

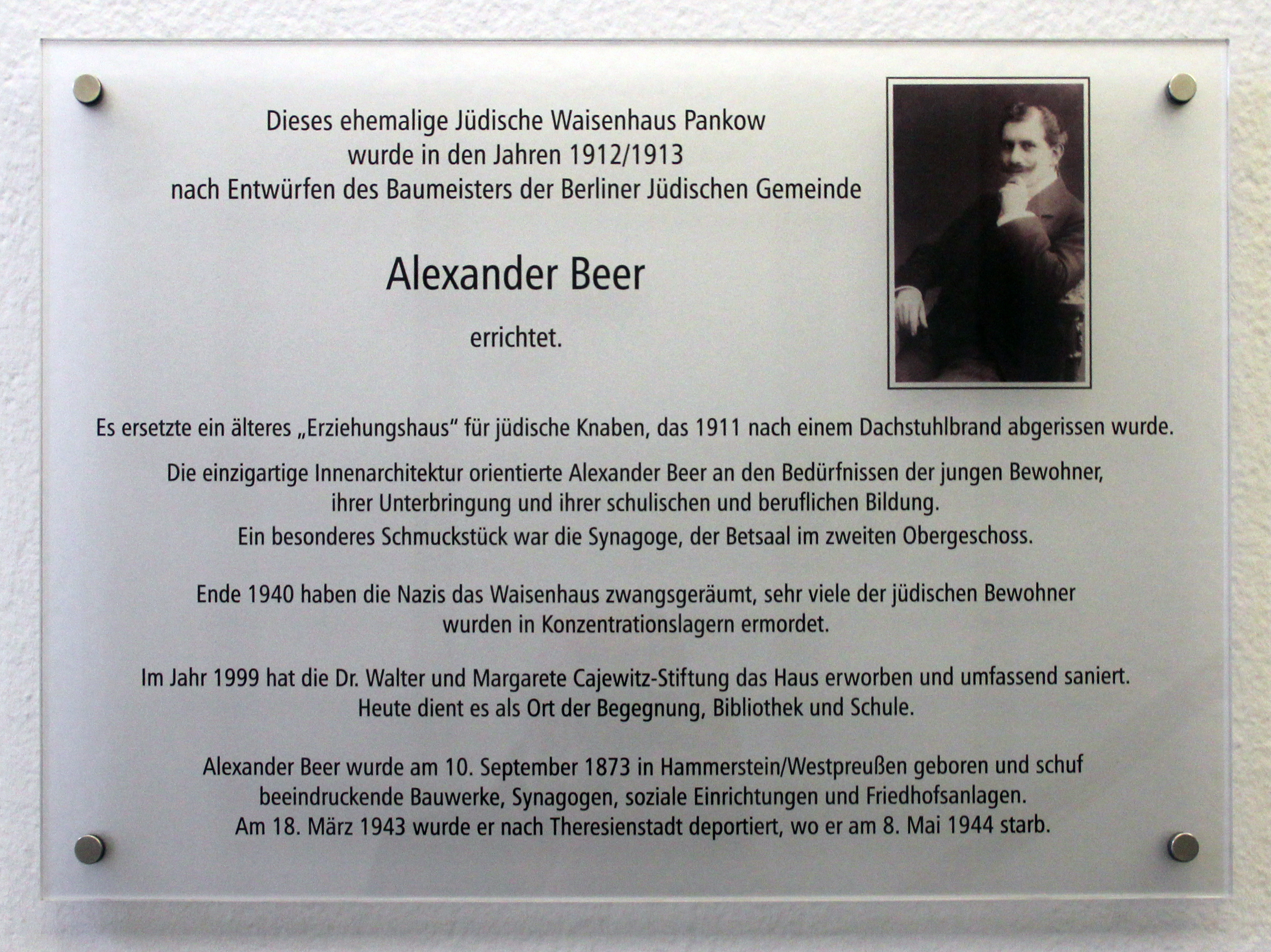
Gedenktafel im Haus Berliner Straße 120

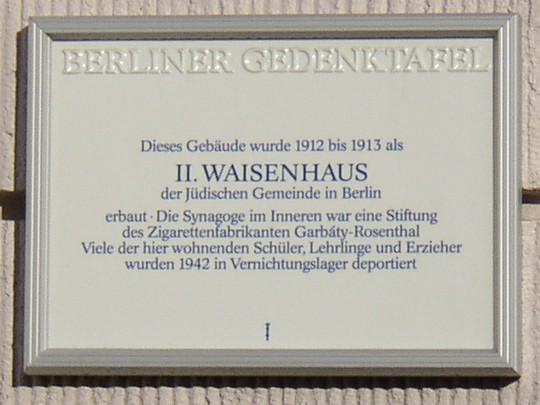
Berliner Gedenktafel

Das seit 1991 ungenutzte Haus wurde 1993 der Jewish Claims Conference restituiert, die es dem Staat Israel übereignete. Dessen Botschafter Avi Primor erwog, das ehemalige Waisenhaus zu seinem Sitz zu machen. Weil die Kosten sich angesichts des sanierungsbedürftigen Zustands und der neuen Nutzungs- und Sicherheitsanforderungen auf geschätzte 20 Millionen DM belaufen hätten, nahm Israel davon Abstand und bot es zum Kauf an.
Die Dr. Walter und Margarete Cajewitz-Stiftung kaufte 1999 das durch langjährigen Leerstand weiter verfallene Gebäude, um es nach aufwendiger Restaurierung für neue Nutzer zur Verfügung zu stellen. Im Jahr 2001 zog die nach Janusz Korczak benannte Zweigstelle der Stadtbibliothek Pankow in einen Teil des ehemaligen jüdischen Waisenhauses ein.
Der Betsaal mit der freigelegten und wiederhergestellten Kassettendecke wurde 2002 feierlich eingeweiht. Der nie ganz unsichtbar gewordene Schriftzug am Gebäude konnte nach historischem Vorbild erneuert und im April 2002 enthüllt werden.
Seit 2007 ist im Gebäude außerdem die freie Gemeinschaftsschule SchuleEins untergebracht. Vor dem Eingang steht die granitene Skulptur Stein-Händler von Alexander Polzin, der auch eine bronzene Collage für die Gedenktafeln des Eingangsbereichs schuf.
Seit den 2010er Jahren erinnert der Verein der Förderer und Freunde des ehemaligen Jüdischen Waisenhauses in Pankow an das Heim. Dem Kuratorium des Vereins gehören unter anderem Jutta Limbach und Wolfgang Thierse an. Bis zu ihrem Tode waren auch Christa Wolf und Thomas Garbáty Mitglieder des Kuratoriums. Der Betsaal des Waisenhauses dient als Erinnerungsstätte an das jüdische Leben in Pankow. Im Eingangsbereich sind auf sechs Bronzetafeln die Namen der 579 deportierten und ermordeten Pankower Juden verzeichnet.